# Saint-Bonnet-le-Troncy
Saint-Bonnet-le-Troncy este o comună în departamentul Rhône din sud-estul Franței. În 2009 avea o populație de 312 de locuitori.

## Evoluția populației
| An        | 1975 | 1982 | 1990 | 1999 | 2006 | 2009 |
| --------- | ---- | ---- | ---- | ---- | ---- | ---- |
| Populație | 281  | 268  | 265  | 273  | 302  | 312  |